# Добрянское (Закарпатская область)
Добрянское (укр. Добрянське) — село в Ольховецкой сельской общине Тячевского района Закарпатской области Украины.
Население по переписи 2001 года составляло 2714 человека. Почтовый индекс — 90560. Телефонный код — 03134. Занимает площадь 0,081 км². Код КОАТУУ — 2124482501.

## История
В 1946 году указом ПВС УССР село Нягово переименовано в Добрянское.